# (58572) Romanella
(58572) Romanella est un astéroïde de la ceinture principale.

## Description
(58572) Romanella est un astéroïde de la ceinture principale. Il fut découvert le 7 septembre 1997 à Montelupo par Maura Tombelli et Giuseppe Forti. Il présente une orbite caractérisée par un demi-grand axe de 2,28 UA, une excentricité de 0,07 et une inclinaison de 6,9° par rapport à l'écliptique.

## Compléments